# Extra Terrestres
Pour les articles homonymes, voir Extraterrestre.
Pour plus de détails, voir Fiche technique et Distribution.
Extra Terrestres est un film vénézuelo-portoricain réalisé par Carla Cavina et sorti en 2017,.

## Synopsis
Les Díaz sont une famille influente et aisée qui contrôle une grande partie de l'industrie de la volaille aux îles Canaries.
Arcadio (Sunshine Logroño (es)) est le patriarche de la famille, un homme conservateur qui régit le destin de sa famille comme il le fait pour les poulets de sa ferme.
Teresa (Marisé Alvarez), son aînée, a quitté la maison pendant ses années d'études pour devenir une astrophysicienne contre les souhaits de son père.
Après une absence de 7 ans, elle rentre chez elle pour quelques semaines afin de révéler un secret longtemps gardé, et de les inviter à son mariage avec Daniela (Prakriti Maduro).

## Fiche technique
- Titre original : Extra Terrestres
- Titre international : Extra-Terrestrials
- Réalisation : Carla Cavina
- Scénario : Carla Cavina
- Direction artistique :
- Montage : Carla Cavina, Diego Cardier
- Musique : Omar Silva
- Production : Carla Cavina
- Co-production : Yomaira Molina
- Production consultée : Annabelle Mullen
- Production associée : Javier Enrique Pérez
- Sociétés de production : Pulsar Films, C&E Producciones
- Sociétés de distribution :
- Budget :
- Pays d’origine :  Porto Rico  Venezuela
- Langue originale : espagnol
- Lieu de tournage :
- Format : couleur
- Genre : Film dramatique, romance saphique
- Durée : 110 minutes (1 h 50)
- Dates de sortie :
- Porto Rico : 2017
- Pays-Bas : 10 mars 2017 au Festival du Roze Filmdagen (nl)

## Distribution
- Sunshine Logroño (es) : Arcadio Díaz
- Marisé Alvarez : Teresa Díaz
- Prakriti Maduro : Daniela Soderberg
- Elba Escobar : Genoveva Sotomayor
- Mauricio Alemañy : Andrés
- Laura Alemán : Andrea
- Yamil Collazo : Junior Díaz